# 中央緑地公園 (四日市市)
中央緑地公園（ちゅうおうりょくちこうえん）は、三重県四日市市の公園。日永地区の国道1号に面した場所にある。

## 概要
公害対策の一環として1966年（昭和41年）に計画された都市公害対策マスタープランに基づき、工場地帯と住宅地帯の間の遮断緑地として、1969年（昭和44年）3月に落成。
体育館、四日市中央緑地陸上競技場、野球場、水泳競技場を有し、四日市市内有数の規模の公園である。
2018年（平成30年）の高校総体、2021年（令和3年）みえ国体に向けてサッカー場（兼陸上サブトラック）、第一サッカー場、第二サッカー場、弓道場の増設、体育館の改築、駐車場の大幅拡大が計画されている。

## 歴史
沿革、四日市の歴史（年表）も参照。
- 1968年（昭和43年）10月 - 公園に先立って体育館落成（市制70周年記念事業）。
- 1969年（昭和44年）3月 - 落成。
- 1977年（昭和52年）3月 - 市野球場にナイター設備を完成。
- 1995年（平成7年）2月 - 第二体育館竣工。

## アクセス
- 近鉄名古屋線 新正駅から徒歩で約13分、距離は約1.1km。
- 四日市あすなろう鉄道内部線・八王子線日永駅・あすなろう中央緑地駅から徒歩で約13分、距離は約1.1㎞。